# 湯姆·維里卡
湯姆·維里卡（英語：Tom Verica，1964年5月13日—）是美國的一位演員，導演和製作人。他最著名的作品是NBC電視劇美國夢中的Jack Pryor角色。他也導演過一些電視劇。2014年，他開始出演電視劇逍遙法外。